# 蛙男商会のホラーナイト
蛙男商会のホラーナイト（かえるおとこしょうかいのホラーナイト）は、2007年8月13日〜8月18日深夜にかけて毎日放送（MBS）で放送されたテレビドラマ。15分枠で全6話。

## あらすじ
とある廃屋に性別や年齢、職業もバラバラの6人の男女が捕らえられる。ここは蛙男の館で、彼は恐怖を糧に生きているという。蛙男の館から無事に帰るためには、毎夜一人ずつ身の毛もよだつ恐ろしい話をしなければならない……。

## スタッフ
- 総合監修・企画・脚本・FLASH：FROGMAN
- 実写制作：MUSIC ON! TV
- 実写監督：佐藤卓哉
- アニメーション制作：蛙男商会
- 製作：蛙男商会のホラーナイト製作委員会（MUSIC ON! TV、MBS、DLE）

## 登場人物
実写ドラマを秘密結社鷹の爪のキャラクター達が吹き替えている。
唯浦美里（演：平田薫、声：吉田くん）
高校生 18歳
塩津弘子（演：杉山彩子、声：小野小町先生(古墳GALのコフィー)）
OL 30歳
河下順平（演：寺田体育の日、声：レオナルド博士）
ジム・インストラクター 42歳
小伊津絹子（演：松本じゅん、声：大家さん）
主婦 50歳? （自称23歳）
成島幸太郎（演：小田井涼平、声：総統）
IT企業社長 30歳
白瀬平吉（演：杉作J太郎、声：フィリップ）
元中学教師 42歳
蛙男（演：HIMSELF、声：デラックスファイター）
??

## 音楽
オープニングテーマ
『Never Runaway Never』Slum
エンディングテーマ
『僕の花』五井道子（DefSTAR Records）

## 放送時間
- 毎日放送：2007年8月13日 - 8月18日（深夜、時間不定）
- あいテレビ：2007年8月31日 24：50 - 26：20（6話一挙放送）
- MUSIC ON! TV：2007年9月3日 - 9月8日 24：15 - 24：30
- 山陰放送：2007年9月15日 - 9月29日 26：00 - 26：30（毎週2話連続放送）
- RKB毎日放送：2007年10月16日 - 10月30日 26：28 - 26：58（毎週2話連続放送）

## 参考資料
- 今、注目の映像クリエイターによる話題の新作『蛙男商会のホラーナイト』音楽チャンネルMUSIC ON! TVにてオンエア決定！（exite）
- 蛙男商会のホラーナイト　～オンエア情報～（『秘密結社 鷹の爪 劇場版』公式ブログ）